# نهنگ‌ددان
ستوثریدائه (نام علمی: Cetotheriidae) نام یک تیره از زیرراسته آب‌بازسانان بی‌دندان است.